# Jean de Corbeil
Pour les articles homonymes, voir Corbeil.
Jean de Corbeil, seigneur de Gretz (ou Grès, ou Grez), maréchal de France de 1308 à sa mort en 1318.
Il était apparenté au conseiller de Philippe le Bel Enguerrand de Marigny.
Son frère Pierre de Grez fut évêque d'Auxerre de 1308 à 1325, comme l'avait été son oncle Guillaume de Grez de 1278 à sa mort en 1293 ou 1295.
Il conclut en 1315, au nom du roi Louis X, la paix avec le fils aîné du comte de Flandres Robert de Béthune.
Il semble que la plus grande partie de sa carrière se soit déroulée en Flandres, où les rois de France s'efforçaient d'imposer leur domination, non sans grandes difficultés. Il s’y trouvait en 1318, sous Louis, comte d'Évreux.
Le Trésor des Chartres du roi apprend qu’il mourut à la fin de cette même année.

## Armoiries
| Figure | Blasonnement                                            |
|        | D'or, au dragon volant de sinople, lampassé de gueules. |
|        | D'argent, au dragon de gueules.                         |